# Ходене на ръце
Ходенето на ръце е необичайна форма на придвижване, при която цялото телесно тегло лежи върху ръцете. То може да се изпълни с изцяло изпънати, присвити или извити, включително в шпагат крака. По същия начин както при нормалното ходене на крака, предвижването на ръце може да се осъществи в посока напред, назад или настрани.
Ходенето на ръце се извършва в различни атлетически дейности, включително акробатични танци и циркова акробатика.

## Умения и техника
Ходенето на ръце е умение, което разчита на необходимата способност за изпълнение на стойка на ръце, което от своя страна изисква адекватна сила в горната част на тялото (в трицепсите и раменните мускули), както и повишено чувство за баланс и пространствено осъзнаване. Тъй като по време на ходенето на ръце тялото е обърнато вертикално на 180 градуса, кръвното налягане в мозъка е по-голямо от нормалното.
Подобен вид предвижване често предизвиква автоматични, редуващи се движения на краката, подобни на тези при изправеното нормално ходене. Различни изследвания показват, че тези движения на краката са причинени отчасти от тяхното невронно свързване с ръцете.
Както при другите физически умения, човек трябва често да практикува подобен вид ходене на ръце, за да придобие опит и да развие необходимата издръжливост и чувство за баланс. Обикновено стойката на ръце и ходенето на ръце се научават едновременно, тъй като ходенето с ръце може да помогне за поддържане на баланса в стойката на ръце, преди човек да се научи да изпълнява стабилна стойка на ръце. Балансът може да се поддържа и чрез промяна на свода на гърба.

## При животните
Някои четириноги са в състояние в определени моменти да ходят, като двуноги на предните си крайници. Например, когато скункса бъде атакуван, той може да се обърне нагоре и да се движи на предните си крайници, така че аналните му жлези да са насочени към нападателя. Кучетата и тюлените също могат да бъдат обучени да ходят на предните си крайници.